# Felice Torelli
Pour les articles homonymes, voir Torelli.
Felice Torelli (Vérone, 1667 -  Bologne, 1748) est un peintre italien baroque de l'école bolonaise, actif à la fin du XVIIe et dans la première moitié du XVIIIe siècle.

## Biographie
Né dans une famille d'artistes à Vérone, avec son frère Giuseppe Torelli, violoniste et compositeur de concertos, son fils le peintre Stefano Torelli et sa femme Lucia Casalini (1677-1761), portraitiste de renom, il commence son apprentissage chez Santo Prunati à Vérone puis chez Giovanni Gioseffo dal Sole à Bologne.
En 1710, Torelli est l'un des fondateurs de l'Accademia Clementina de Bologne, dont Giuseppe Maria Crespi est membre.
Giovanni Domenico Ferretti vint pour travailler avec lui à Bologne.
Parmi les élèves de Torelli dans cette académie, on trouve les frères  Ubaldo et Gaetano Gandolfi.

## Œuvres
- Pinacothèque Tosio Martinengo  de Brescia :
  - Ercole che protegge le figlie di Licomede, huile sur toile
  - Il centauro Nesso rapisce Deianira (« Le centaure Nessos enlève Déjanire »), huile sur toile
- Retables d'églises de Bologne et d'autres villes italiennes :
  - San Girolamo e il Beato Colombini fondatore dell’ordine delle gesuate (1723), oratoire della SS. Trinità (« de la Très Sainte Trinité »)
  - Martyre de Saint Maurelius, cathédrale de Ferrare
  -  Stigmatisation de sainte Thérèse d'Avila
  - Rebecca au puits 
  - Apparition de la Vierge à San Giovanni Nepomuceno
- Vierge à l'Enfant avec anges et saints, Chiesa del Suffragio, Fano
- Saint Pierre martyr, Detroit Institute of Arts
- Le Sacrifice d'Iphigénie, collection privée

## Sources
- (en) Cet article est partiellement ou en totalité issu de l’article de Wikipédia en anglais intitulé « Felice Torelli » (voir la liste des auteurs).